# Ückesdorf

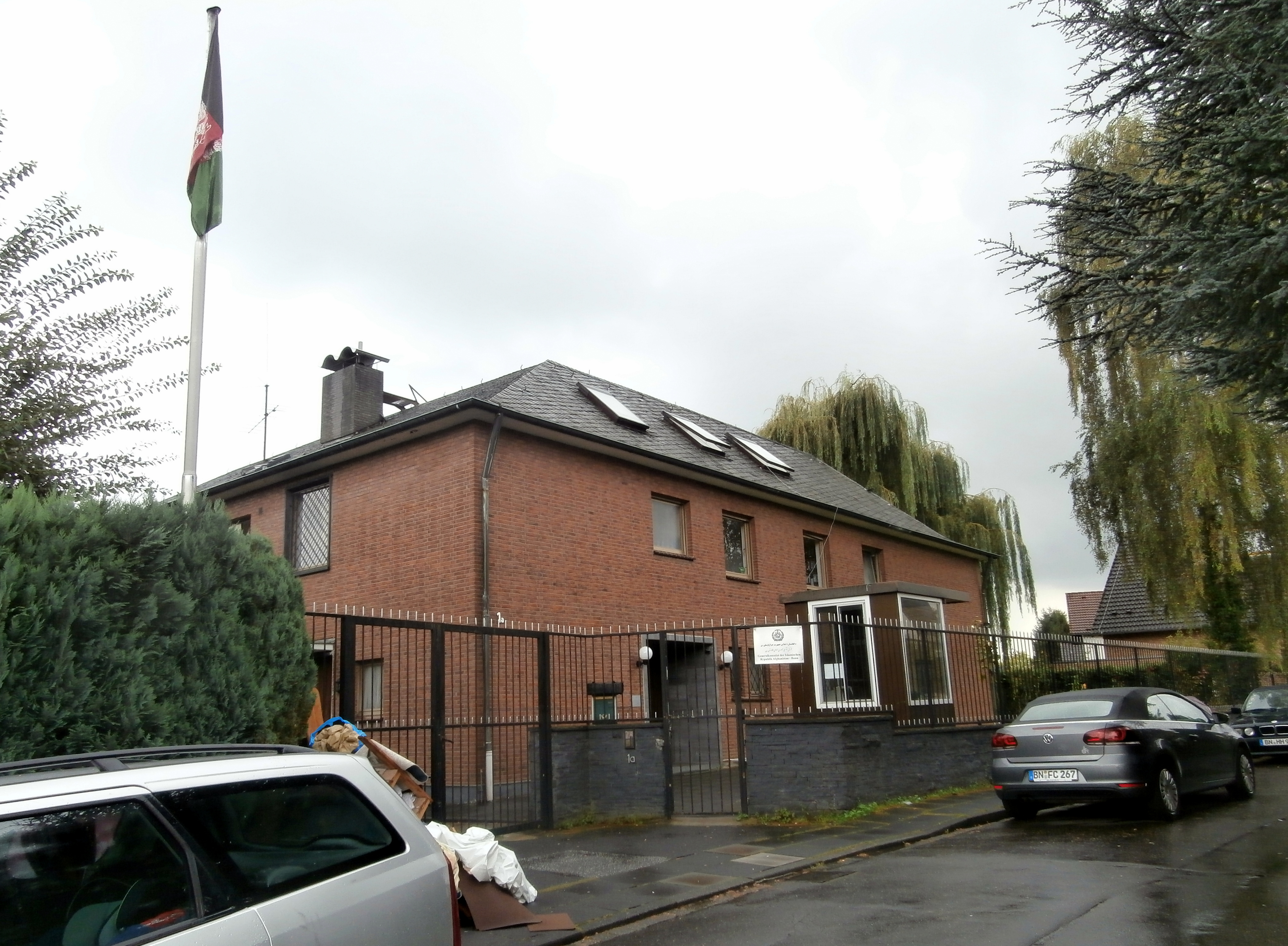
Generalkonsulat von Afghanistan, Liebfrauenweg 1a (2014)

Ückesdorf ist ein Ortsteil der Bundesstadt Bonn im gleichnamigen Stadtbezirk mit rund 2800 Einwohnern.
Der Ortsteil Ückesdorf grenzt im Westen an die Bundesautobahn 565 bzw. den zum Stadtbezirk Hardtberg gehörenden Ortsteil Brüser Berg, im Norden an den ebenso zum Stadtbezirk Hardtberg zählenden Ortsteil Lengsdorf und im Süden und Osten an die Ortsteile Röttgen und Ippendorf des Stadtbezirks Bonn. Ückesdorf besteht im Wesentlichen aus einem zusammenhängenden über mehrere Jahrzehnte stets erweiterten Wohngebiet und zählt 2.851 Einwohner (Stand: 31. Dezember 2012), was knapp ein Prozent der Bevölkerung Bonns entspricht. Der Großteil der Bevölkerung Ückesdorfs besteht aus Familien, die die durchschnittlich jüngste Bewohnerstruktur (Schnitt: 36 Jahre) eines Bonner Ortsteils bilden und eine geringe Arbeitslosenquote aufweisen. Das Mietpreisniveau liegt etwa sechs Prozentpunkte über dem Stadtdurchschnitt (gemäß Bonner Mietspiegel 2011 ist die Ückesdorfer Mietlage durchgängig „gut“) und die Kriminalitätsrate ist die im Stadtvergleich geringste.
Mitten in der Wohnbebauung Ückesdorfs befindet sich ein Generalkonsulat (in der Zeit Bonns als Regierungssitz Botschaft) von Afghanistan.

## Geschichte
Bis zur kommunalen Neuordnung in Nordrhein-Westfalen 1969 gehörte Ückesdorf 35 Jahre zum Amt Duisdorf im Landkreis Bonn. Dieses wurde bei der Neuordnung zu einem Teil in die Gemeinde Alfter (Rhein-Sieg-Kreis) eingemeindet, zum anderen Teil der kreisfreien Stadt Bonn zugeschlagen.

## Öffentliche Infrastruktur
Ückesdorf verfügt über eine Apotheke, eine Allgemeinärztin, einen Zahnarzt, einen Bäcker, einen Postshop, die Gaststätte Butscheids und den Friedhof Kottenforst. Da Ückesdorf damit nur eine Grundversorgung besitzt, werden von den Ückesdorfern viele Angebote der umgebenden Ortsteile genutzt. Die Mitnutzung insbesondere der Röttgener Infrastruktur bedingt eine enge Verbindung mit diesem benachbarten, größeren Ortsteil.

### Kindergarten
Ückesdorf besitzt seit 1998 den in Elterninitiative betriebenen Kindergarten Ü-Dötzchen, in dem derzeit 50 Kinder 35 Stunden in der Woche (Blocköffnungszeiten) von fünf pädagogischen Fachkräften in zwei Gruppen betreut werden. Das zentral gelegene Kindergartengebäude in der Von-Halberg-Straße steht im Eigentum der Stadt und wird der Elterninitiative zur Nutzung zur Verfügung gestellt.

### Grundschule
Die meisten Ückesdorfer Grundschulkinder gehen auf die am Ortsrand Röttgens – Richtung Ückesdorf – gelegene Schlossbachschule, die von Ückesdorf für die Kinder gut zu Fuß erreichbar ist. Die Schlossbachschule ist eine der größten Bonner Grundschulen mit etwa 290 Kindern in insgesamt zwölf Klassen. Eine Turnhalle, ein Musikraum, eine Schülerbibliothek, ein Lernzentrum und ein Computerraum sind dort vorhanden. Seit dem 1. August 2007 ist die Schlossbachschule zudem eine offene Ganztagsschule (OGS). Die Kinder können dort im Rahmen einer Kurzbetreuung bis 13.30 Uhr oder einer Langbetreuung bis 16.30 Uhr nach dem Unterricht in der Schule verbleiben und erhalten in der Langbetreuung u. a. ein Mittagessen und eine Hausaufgabenbetreuung.

### Gymnasium

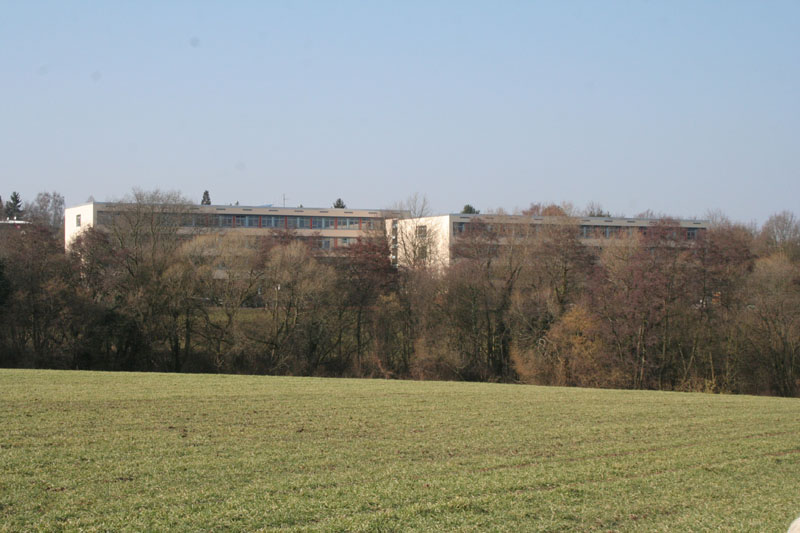
Carl-von-Ossietzky-Gymnasium

In Ückesdorf ist das Carl-von-Ossietzky-Gymnasium (kurz: CvO) beheimatet. Das CvO ist eine staatlich anerkannte Ganztagsschule mit künstlerisch-musikalischem und naturwissenschaftlichem Schwerpunkt. Als Schule mit bis zu vier Parallelklassen in jedem Jahrgang, mit insgesamt ca. 780 Schülern und 50 Lehrern ist es das kleinste Gymnasium in Bonn. Die Einschränkungen für das Kursangebot in der Oberstufe werden durch Kooperation auf dem Gebiet gemeinsamer Leistungskurse mit dem benachbarten Hardtberg-Gymnasium (Weblink) im Ortsteil Brüser Berg abgefangen.
In den vergangenen Jahren verließen jeweils zwischen 55 und 65 Abiturienten in einem Jahrgang das Gymnasium. Das etwa 40.000 Quadratmeter große und an ein Waldstück angrenzende Schulgelände verfügt u. a. über einen Basketballplatz, eine Beachvolleyball-Anlage und eine Grillstelle. Neben den beiden Hauptgebäuden, in denen alle Klassenräume, Fachräume und die Verwaltung untergebracht sind, verfügt die Schule über zwei Sporthallen. Die Aula brannte aus ungeklärter Ursache am 24. Mai 2010 vollständig aus, wobei die Dachkonstruktion einstürzte. Nach dem Abriss der Brandruine im Februar 2011 wurde die Aula wieder neu gebaut und ist seit Dezember 2012 wieder im Betrieb. Das CvO hat einen Förderverein namens Verein der Freunde und Förderer des Carl-von-Ossietzky-Gymnasiums Bonn-Röttgen e. V. Der Förderverein wurde im Jahr 1970 gegründet und hat die Zielsetzung, notwendige und sinnvolle Vorhaben der Schule zu unterstützen und finanziell zu fördern.

### Kirche und Jugendtreff

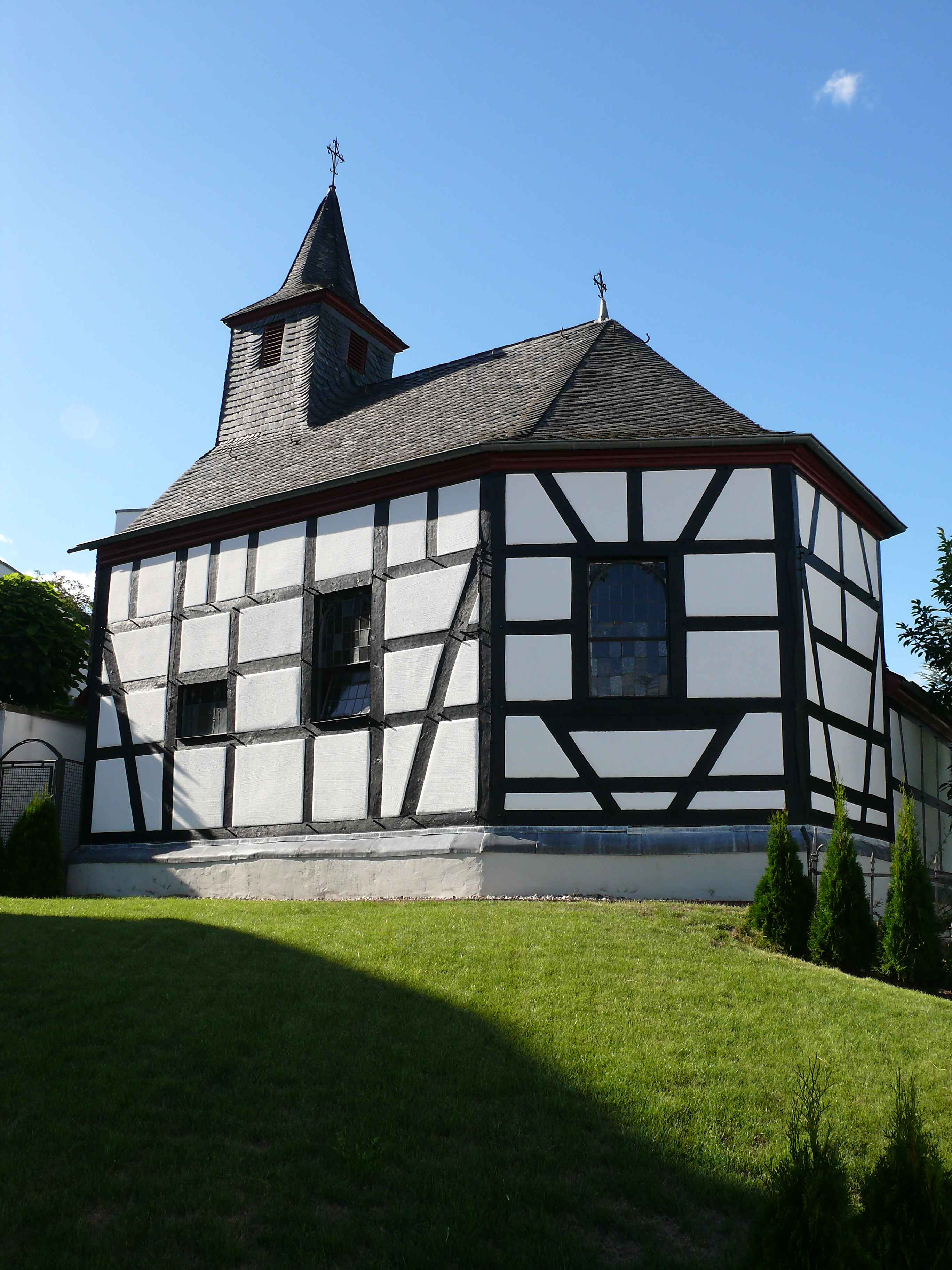
Hubertuskapelle, Südost-Ansicht

Ende 2004 wurde auf Veranlassung des Erzbistums Köln die erst 1968 gebaute Ückesdorfer Holzkirche St. Hubertus geschlossen. Mittlerweile wurde die Kirche abgerissen. Jeden Donnerstag finden seit dem Abriss der Holzkirche in der kleinen 1718 erbauten Hubertuskapelle (Ückesdorf) Gottesdienste statt. Für die katholische Kirchengemeinde ist zudem die Kirche Christi Auferstehung in Röttgen und für die evangelische Kirchengemeinde Röttgen/Ückesdorf (Weblink) die Thomaskirche ebenfalls in Röttgen Anlaufpunkt. In Ückesdorf gibt es alljährlich am Martinstag einen St.-Martins-Zug, bei dem Kindergarten- und Schulkinder ihre selbstgebastelten Laternen präsentieren. Zum Abschluss findet traditionell ein Martinsfeuer und das Martinssingen mit anschließendem „Schnörzen“ statt.
Der von den beiden Kirchengemeinden ins Leben gerufene Jugendtreff Ran des Vereins zur Förderung der ökumenischen Jugendarbeit in Röttgen und Ückesdorf musste aus der Ückesdorfer Kirche nach deren Schließung im Jahr 2004 zunächst innerhalb von Ückesdorf umziehen, um nach Röttgen in die Räumlichkeiten der dortigen evangelischen Thomaskirche verlagert zu werden und hat jetzt seine Heimat im Gebäudetrakt der neuen Sporthalle des CvO in Ückesdorf gefunden.

### Spielplätze, Straßennamen
Ückesdorf verfügt über zwei Spielplätze und einen kleinen Bolzplatz. Einige Straßen in Ückesdorf (im ehemaligen Neubaugebiet „Eurobau“) sind nach bekannten deutschen Malern benannt, beispielsweise: Von-Kügelgen-Straße, Oswald-Achenbach-Straße, Caspar-David-Friedrich-Straße, Max-Ernst-Straße und Charles-Wimar-Straße.

## Vereine
Ückesdorf selbst besitzt keinen eigenen Sportverein, allerdings werden die Sporthallen und Außenbereiche des CvO von Sportvereinen mitgenutzt. Dies gilt u. a. für den Röttgener Sportverein Rot-Weiß Röttgen, der neben Fußball auch Volleyball, Turnen, Tanzen, Boule, Walking, Fitness und neuerdings auch Speed Badminton anbietet. Daneben gibt es in Röttgen den ebenfalls von vielen Ückesdorfern mitgenutzten Tennisverein TC Röttgen, der über acht Tennisplätze verfügt.

## Verkehrsanbindung
Ückesdorf wird durch die Buslinie 604 tagsüber im 20-Minuten-Takt direkt mit der Bonner Innenstadt verbunden.
Die nächstgelegene Bahnhofstation ist Bonn-Duisdorf (ca. drei Kilometer entfernt). Diese Station liegt an der Voreifelbahn Bonn–Euskirchen im Bonner Ortsteil Duisdorf.
Mit dem Auto ist Ückesdorf über die Bundesautobahn 565, Abfahrt Hardtberg/Röttgen, erreichbar.

## Neubaugebiet „Am Hölder“
Zwischen Ückesdorf und dem benachbarten Röttgen liegt das Neubaugebiet „Am Hölder“. Die zu bebauende Fläche zwischen der Reichsstraße und der Heidegartenstraße und dem Weg Am Hölder (beide in Röttgen) ist ungefähr 25.000 Quadratmeter groß. Die bisher als Feld genutzte Fläche wird in 185 Baugrundstücke unterteilt, auf denen 300 Wohnungen entstehen, meist in zweigeschossigen Einzel- und Doppelhäusern, aber auch in einigen dreigeschossigen Mehrfamilienhäusern.
Es sollen ca. 75 Prozent Einfamilienhäuser und ca. 25 Prozent Geschossbauten, die eine Höhe von maximal drei Voll- und einem Staffelgeschoss erreichen dürfen, gebaut werden. Damit würden ungefähr 1.000 Neubürger in dem geplanten Wohngebiet Platz finden. Etwa zwei Drittel der Fläche zwischen Röttgen und Ückesdorf bleiben auch nach der Bebauung frei. Nachdem jahrelang Bürger, Politiker und die Stadtverwaltung über das geplante Neubaugebiet und dessen Ausgestaltung diskutiert hatten, beschloss der Bonner Stadtrat den Bebauungsplan „Am Hölder“ im September 2011.
Der Tiefbau für die Errichtung des neuen Kanals und der Baustraße begann im Januar 2013. Anfang 2015 konnten die ersten Häuser und Wohnungen bezogen werden.
Umweltexperten hatten im Vorfeld der Stadtratsentscheidung davor gewarnt, die für Bonn für wichtig erachtete dort verlaufende Freiluftschneise zu bebauen. Das von der Stadt im Rahmen des Bebauungsplanverfahrens in Auftrag gegebene Klimagutachten sprach sich zwar ebenfalls gegen eine Bebauung aus, kam aber auch zu dem Ergebnis, dass die Modellrechnungen für den Fall einer Bebauung keine wesentlichen Einschränkungen des so genannten Talabwindsystems im Lengsdorfer Bachtal zur Folge haben würden. Als Ausgleich für den Eingriff in die Natur soll die nördlich an das Baugebiet angrenzende Fläche als ökologische Ausgleichsfläche bepflanzt werden.

## Katzenlochbachtal
Auf einer Länge von sieben Kilometern erstreckt sich unmittelbar an Ückesdorf angrenzend und nur durch die Reichsstraße getrennt das Naturschutzgebiet Katzenlochbachtal, in dem es nur vier Querungen zwischen Röttgen und Ückesdorf auf der westlichen und Lengsdorf und Ippendorf auf der östlichen Seite gibt: zwei Holzbrücken, den Weg, „Am Katzenlochbach“, und den Schiffgesweg. Das Tal wird Katzenlochbachtal genannt, aufgrund des Katzenlochbachs, der von Röttgen über Ückesdorf durch das Katzenlochbachtal fließt (und später als Endenicher Bach nach ca. 10,6 km als längster Bach Bonns in Dransdorf mündet). Am Katzenlochbach haben vermutlich bis Mitte des 20. Jahrhunderts – die für Tal und Bach namensgebenden – Wildkatzen gelebt, die jedoch durch Jagd und Zersiedelung ausgerottet wurden. Inzwischen wurde im angrenzenden Kottenforst wieder eine Wildkatzenpopulation nachgewiesen, die möglicherweise auch wieder auf das alte Revier Katzenlochbachtal ausgreifen wird. Das Katzenlochbachtal ist ansonsten jedoch sehr naturbelassen: Das Tal verfügt über Erlen-Auwälder und Quellsümpfe am Talhang. Es gibt dort geschützte Tier- (besonders Vogel-)arten, wie die Nachtigall den Pirol und den Eisvogel. Auch Dachs, Iltis, Steinmarder, Baummarder, Ringelnatter und diverse Amphibien wohnen im Naturschutzgebiet. Das Katzenlochbachtal ist bereits seit 1999 als Naturschutzgebiet ausgewiesen, um diese biologische Vielfalt dort zu erhalten. Im Jahre 2004 wurde der gesamte Kottenforst als Naturschutzgebiet ausgewiesen und umfasst seitdem u. a. auch das Katzenlochbachtal. Seit 2000 ist das Katzenlochbachtal als Teil des Kottenforstes weiterhin als Vogelschutzgebiet und FFH-Gebiet „Waldreservat Kottenforst mit Waldville“ ausgewiesen.